# رود ولس
رود ولس (انگلیسی: Vels) یک رودخانه در سرزمین پرم کشور روسیه است.